# 马场垣乡
马场垣乡，是中华人民共和国青海省海东市民和回族土族自治县下辖的一个乡镇级行政单位。

## 行政区划
马场垣乡下辖以下地区：
香水村、团结村、金星村、翠泉村、下川口村、马聚垣村和磨湾子村。